# A Mulher da Sua Vida
A Mulher da Sua Vida  é uma série de televisão brasileira produzida pela Rede Globo e exibida dentro do programa Fantástico em 12 episódios. Criada por Marcelo Serrado e Otávio Müller, foi roteirizada por Mauro Wilson, Péricles Barros e Cláudia Tajes. A primeira temporada estreou em 8 de dezembro de 2013. O novo quadro é um divertido e delicado mergulho na arte da conquista da mulher amada. É estrelado pelo ator Marcelo Serrado nas três temporadas. A primeira temporada conta com participações especiais de Fernanda Paes Leme, Taís Araújo, Fernanda Souza e Juliana Paes.
A segunda temporada estreou no final de março com novos 4 episódios e contou com participações especias de Mariana Ximenes, Vanessa Giácomo, Nanda Costa e Ingrid Guimarães. A terceira e última temporada estreou dia 27 de julho de 2014 contando com participações especiais de Alice Braga, Cleo, Carol Castro e Bárbara Paz.

## Elenco
| Ator            | Personagem         | Temporadas | Temporadas | Temporadas |
| Ator            | Personagem         | 1ª         | 2ª         | 3ª         |
| --------------- | ------------------ | ---------- | ---------- | ---------- |
| Marcelo Serrado | Vários personagens | Regular    | Regular    | Regular    |

### Participações especiais
Primeira Temporada
| Ator/Atriz         | Personagem | Episódio                  |
| ------------------ | ---------- | ------------------------- |
| Fernanda Paes Leme | Várias     | #1 8 de dezembro de 2013  |
| Taís Araújo        | Várias     | #2 15 de dezembro de 2013 |
| Fernanda Souza     | Várias     | #3 22 de dezembro de 2013 |
| Juliana Paes       | Várias     | #4 29 de dezembro de 2013 |

Segunda Temporada
| Ator/Atriz       | Personagem | Episódio               |
| ---------------- | ---------- | ---------------------- |
| Mariana Ximenes  | Mulher     | #1 30 de março de 2014 |
| Vanessa Giácomo  | Fernanda   | #2 6 de abril de 2014  |
| Nanda Costa      | Bruna/Lola | #3 13 de abril de 2014 |
| Ingrid Guimarães | Alice      | #4 20 de abril de 2014 |

Terceira Temporada
| Ator/Atriz   | Personagem | Episódio                |
| ------------ | ---------- | ----------------------- |
| Alice Braga  | Roberta    | #1 27 de julho de 2014  |
| Cleo         | Pilar      | #2 3 de agosto de 2014  |
| Bárbara Paz  | Helena     | #3 10 de agosto de 2014 |
| Carol Castro | Adriana    | #4 17 de agosto de 2014 |